# Bharti Airtel
Bharti Airtel, nota anche come Airtel, è una multinazionale indiana dei servizi di telecomunicazioni con sede a Nuova Delhi.
Opera in 20 nazioni fra Asia Meridionale, Africa e Isole del Canale. Airtel possiede una rete GSM in tutte le nazioni in cui è presente, fornendo servizi 2G, 3G e 4G. È il principale operatore per la telefonia cellulare in India, con 192.22 milioni di clienti secondo i dati dell'agosto 2013  e il secondo nell'area continentale dietro a China Mobile.